# Vadim Yaroshchuk
Vadim Yaroshchuk (n. 2 aprilie 1966, Krîvîi Rih, RSS Ucraineană, URSS) este un înotător ce a reprezentat Uniunea Republicilor Sovietice Socialiste, medaliat olimpic. A participat la o ediție a Jocurilor Olimpice (1988) în care a câștigat două medalii de bronz.